# Foy-Notre-Dame
Pour les articles homonymes, voir Foy.
Foy-Notre-Dame (en wallon Fôye) est un village belge situé à six kilomètres à l'est de la ville de Dinant, dont il fait administrativement partie, dans la province de Namur en Région wallonne. Son église est un sanctuaire marial. C'était une commune à part entière avant la fusion des communes de 1977.

## Étymologie
L'origine étymologique de Foy se trouve dans l'ancien picard et l'ancien wallon  foy signifiant hêtraie et issu du gallo-roman *FAGETU.
Le suffixe -oy est l'équivalent picard et wallon de l'ancien suffixe français -ay ou -ey, parfois -et également, d'où hêtr-aie (d'une forme féminine -aye), d'où les Fy, Fay, Fey équivalent des Foy. Dans le sud, en occitan, les formes sont du type Faget / Haget (gascon).

## Évolution démographique
- Source: DGS, 1831 à 1970=recensements population, 1976= habitants au 31 décembre

## Histoire

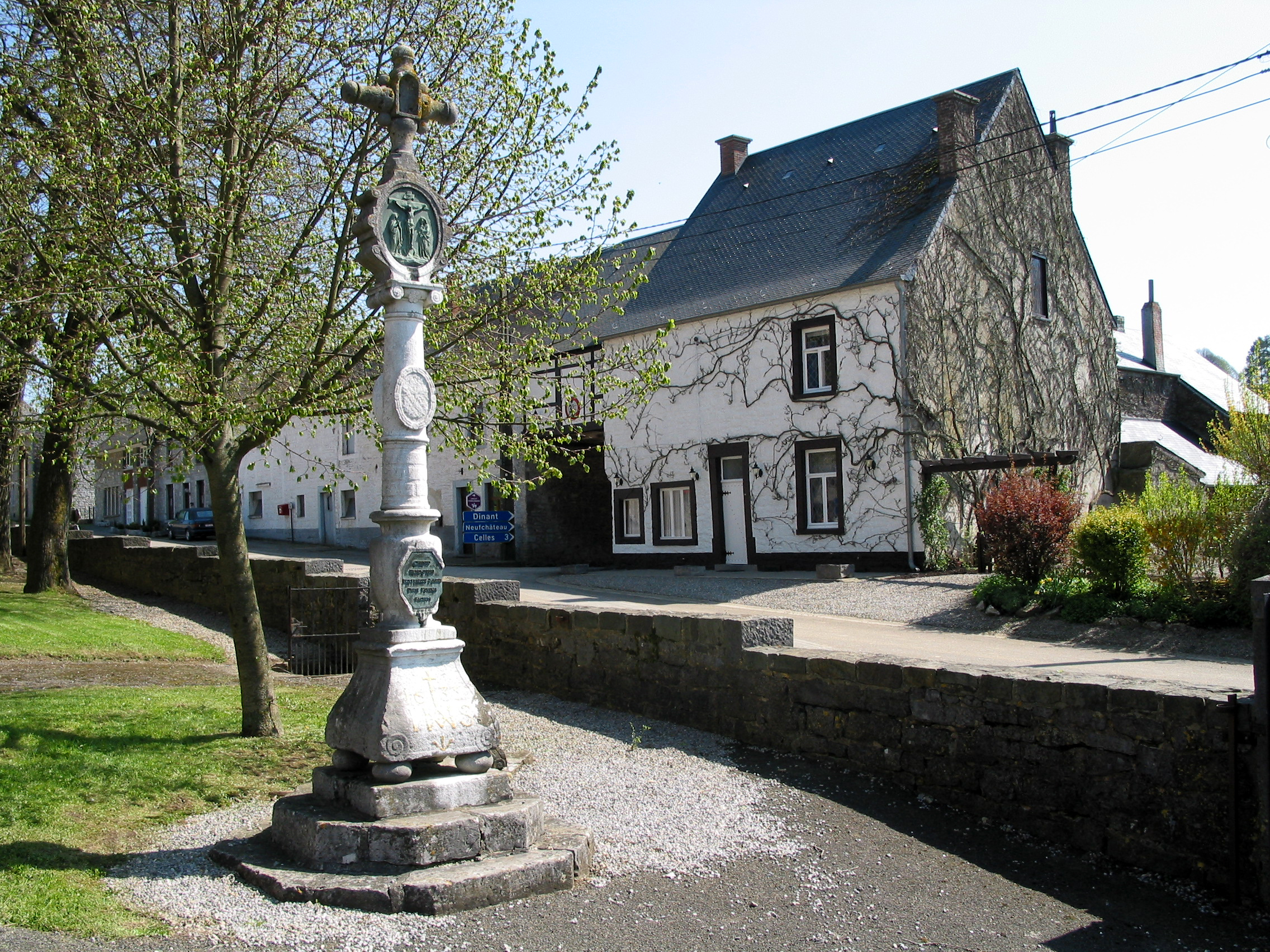
Le calvaire de Foy-Notre-Dame.

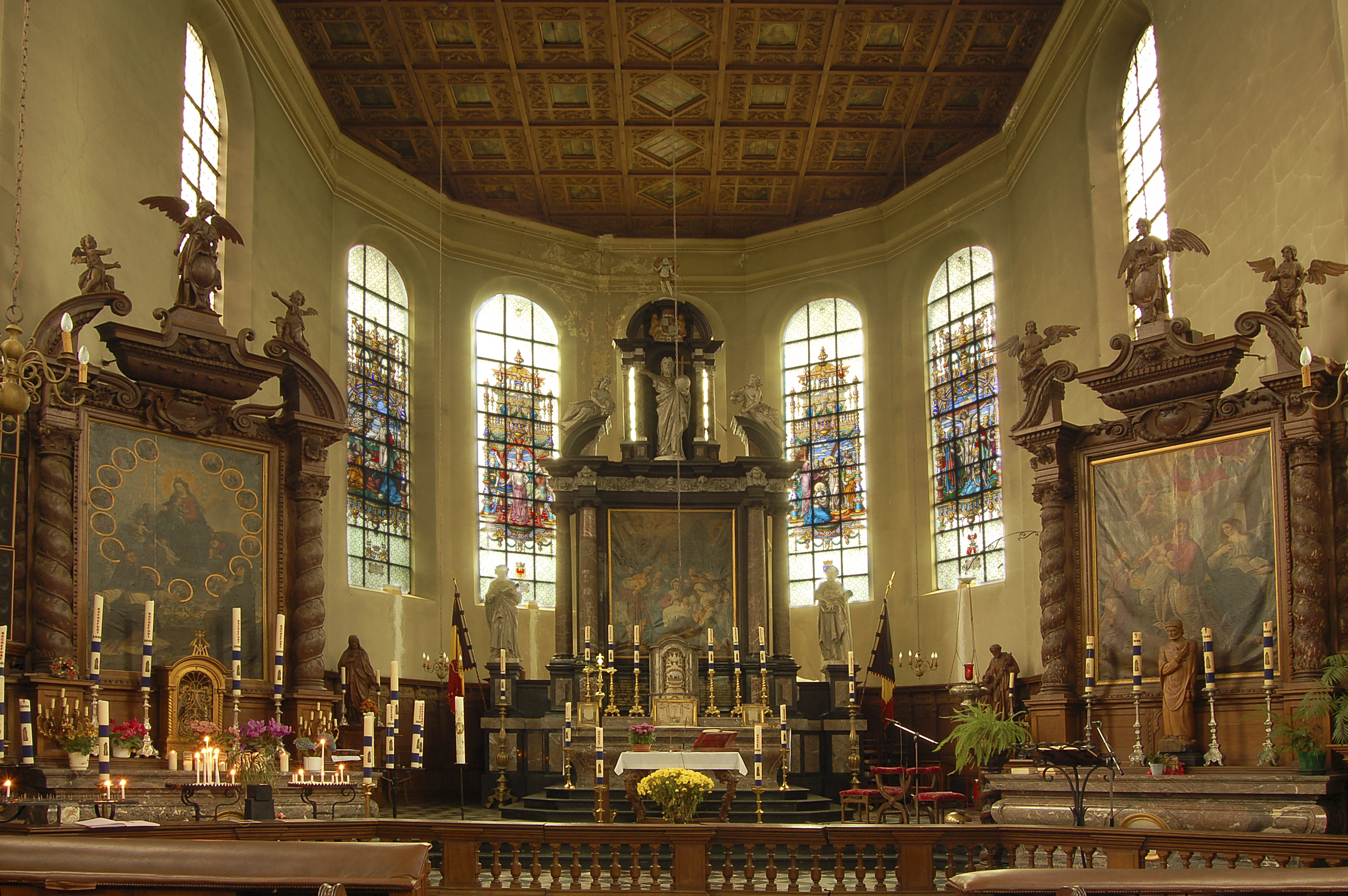
Le chœur de l'église Notre-Dame-de-Foy.

L'histoire de Foy-Notre-Dame ne commence qu'en 1609 avec la découverte d'une statuette de la Vierge Marie dans un chêne que le charpentier Gilles de Wanlin a abattu. Cette découverte extraordinaire conduit à une grande dévotion mariale, soutenue par quelques miracles qui se produisent.  
Avant l'année 1609, Foy est une simple terre cultivée et un bois faisant ± 15 Ha dépendant de la seigneurie de Boisseilles. C'est en effet à Boisseilles, aujourd'hui hameau de Foy, que des traces d'une lointaine villa romaine furent découvertes, à l'emplacement de l'actuel château.
Foy-Notre-Dame devient commune dans le cadre de la réorganisation territoriale qui suit la Révolution française; Boisseilles reste un hameau.
Foy-Notre-Dame subit les ultimes soubresauts de la Seconde Guerre mondiale, les 24 et 25 décembre 1944.  Lors de la bataille des Ardennes les soldats allemands qui avaient rompu le front américain à hauteur de Buissonville arrivèrent à Foy. Les Anglais postés à Sorinnes, pendant que les Américains gardaient Dinant, donnèrent l'assaut durant ce Noël si particulier.  S'il n'y eut aucune victime locale, les 22 maisons du village furent endommagées.  L'église Notre-Dame de Foy ne subit que de légers dommages.
Sources et Documents d'archives: 
Villes de Dinant, Abbé Hayot, Ph. Nottet.

## Patrimoine et tradition

### Tradition
Le pèlerinage annuel à Foy-Notre-Dame, au départ de Rochefort est repris parmi les chefs-d'œuvre du Patrimoine oral et immatériel de la Fédération Wallonie-Bruxelles depuis 2023.